# Veliki podkovnjak
Veliki podkovnjak (znanstveno ime Rhinolophus ferrumequinum) je vrsta netopirja, ki ima tako kot vsi podkovnjaki značilno kožno gubo med nosnicama v obliki podkve.

## Opis
Veliki podkovnjak je največja vrsta podkovnjakov v Evropi in meri v dolžino med 57in 71 mm, rep meri v dolžino med 35 in 43 mm,  razpon prhuti pa je okoli 400 mm.

## Biologija
Veliki podkovnjak je aktiven ponoči. Dan prespi na skritih mestih, zime preživi v hibernaciji v jamah. Leti navidezno nerodno na višinah med 0,5 in 3 m, kjer lovi leteče žuželke. Samice postanejo spolno zrele pri treh letih, samci pa pri dveh. Nekatere samice se prvič parijo šele pri starosti petih let. Parjenje poteka v jeseni in spomladi, brejost pa traja od 10 do 11 tednov. Samica običajno skoti enega mladiča, ki spregleda po enem tednu. Mladiči prvič poletijo po 3 - 4 tednih, pri samici pa sesajo 6 - 8 tednov.